# Dénes Szécsi
Dénes Szécsi   (Eger, 1410 - Esztergom, 1 de febrer de 1465) fou un cardenal i arquebisbe hongarès.

## Biografia
De família aristocràtica, va ser el sisè dels vuit fills de Miklós Szécsi i Ilona Garai. Va estudiar a Viena i més tard va obtenir una llicenciatura en dret a la Universitat de Bolonya.
El 21 d'abril de 1438 va ser nomenat bisbe de Nitra i el 5 de juny de 1439 va ser traslladat a la seu d'Eger.
A petició de la reina Elisabet de Luxemburg, el 18 de desembre de 1439 el papa Eugeni IV el va nomenar cardenal i el 8 de gener de l'any següent va rebre el títol de San Ciriaco alle Terme Diocleziane.
El 15 de febrer de 1440 va ser ascendit a la seu metropolitana d'Esztergom. Aquell mateix any, el 17 de juliol, va coronar rei Ladislau el Pòstum a Székesfehérvár.
El 1449 va celebrar un sínode provincial. El papa Nicolau V va confirmar-lo a ell i als seus successors el títol de primat d'Hongria. El papa Calixt III el va nomenar el seu llegat a Hongria per organitzar una croada contra els turcs. El 1453 va esdevenir canceller del rei Maties Corví i va ocupar el càrrec fins uns mesos abans de la seva mort.
No va participar en cap dels quatre conclaves que van tenir lloc durant el seu cardenalici.
Va morir a Esztergom i va ser enterrat a la catedral d'Esztergom que havia reconstruït.